# Philippe de Courcillon
 Philippe de Courcillon, markiz de Dangeau (ur. 21 września 1638 w Chartres, zm. 9 września 1720 w Paryżu) – francuski oficer, dyplomata, pamiętnikarz, poeta, wielki mistrz Połączonych Zakonów Św. Łazarza i NMP z Góry Karmel dworzanin króla Ludwika XIV
Urodził się w rodzinie kalwińskiej (hugenockiej). Jako osoba dorosła nawrócił się na katolicyzm. Walczył po stronie Hiszpanów przeciwko Portugalczykom.
Był jednym z najświetniejszych dworzan króla Ludwika XIV. Był gubernatorem prowincji Touraine nad Loarą. W 1670 roku ożenił się z Françoise Morin, z którą miał dwie córki. Po jej śmierci w 1682 roku ożenił się z Sophie Marie, hrabianką Levestein (Löwenstein, urodzoną w 1664). Z tego związku miał jednego syna.
Jest najbardziej znany z pamiętnika, który rozpoczął w 1648 i pisał do śmierci. Pamiętnik ten jest niezwykłą kopalnią wiedzy o ówczesnych stosunkach na królewskim dworze i wśród francuskiej arystokracji. Oprócz tego pisał wiersze, które francuski monarcha przedstawiał jako własne. Zasłynął też jako gracz hazardowy, który pomagał swojemu szczęściu korzystaniem z rad matematyków, którzy obliczali dla niego prawdopodobieństwo wygranej w każdej z gier.
Był członkiem Akademii Francuskiej pod numerem krzesła 32, oraz honorowym członkiem Francuskiej Akademii Nauk.
W 1673 został wybrany wielkim mistrzem Połączonych Zakonów Św. Łazarza i NMP z Góry Karmel. Za jego kadencji doszło do istotnych reform w obu zakonach.